# Bremssattel
Der Bremssattel (seltener: Bremszange) ist der Teil einer Scheibenbremse, welcher die Bremsbeläge hält und führt. Bei hydraulischer Betätigung werden die Beläge durch einen oder mehrere Kolben, bei mechanischer Betätigung durch Hebel an die Bremsscheibe gedrückt.

## Grundlagen
Bremssättel werden meistens durch Gießen hergestellt. Grundsätzlich unterscheidet man zwischen
- Festsattel
- Schwimmsattel
- Pendelsattel (auch: Kippsattel).

## Festsattel

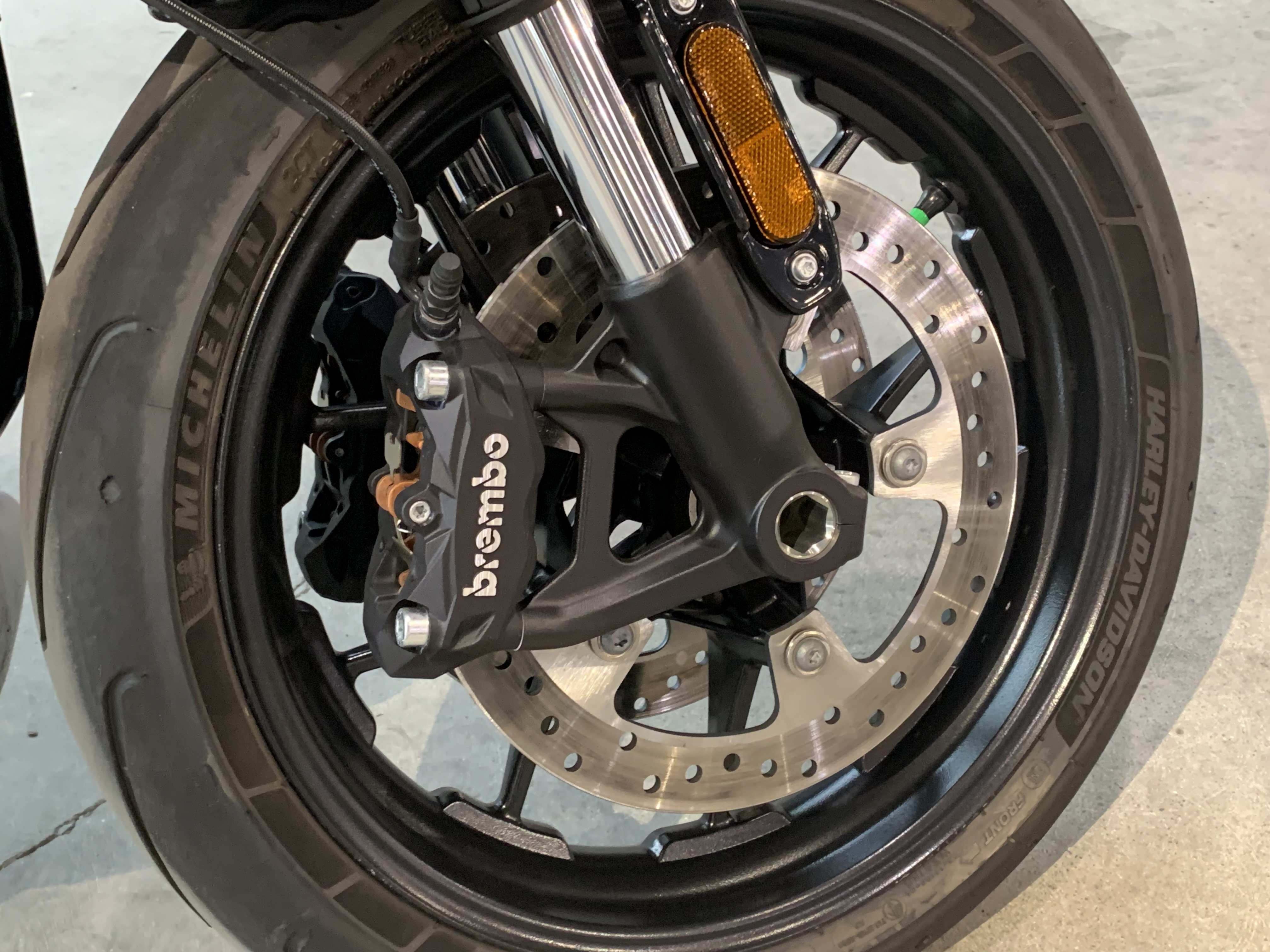
Festsättel am Vorderrad einer Harley-Davidson LiveWire

Der Festsattel trägt mindestens zwei gegenüberliegende Bremskolben, welche die Beläge an die Scheibe pressen. Ferner ist es möglich, auf der Innen- und Außenseite mehrere Kolben hintereinander anzuordnen, was die Druckverteilung auf der Kontaktfläche von Belag und Scheibe verbessert. Dieses optimiert neben der Bremsleistung vor allem den Bremskomfort.
Eine Sonderform des Festsattels ist die Ein-Kolben-Festsattelbremse, wie sie manchmal bei modernen Fahrradscheibenbremsen verwendet wird. Hierbei wird die Scheibe durch den Kolben und den linken Bremsbelag mechanisch verformt und gegen den feststehenden rechten Belag gedrückt. So wurde eine vergleichsweise einfache und leichte Bremse mit guten Bremseigenschaften möglich. Die Verformung der Scheibe ist minimal (< 1 mm) und nicht bleibend.

## Schwimmsattel

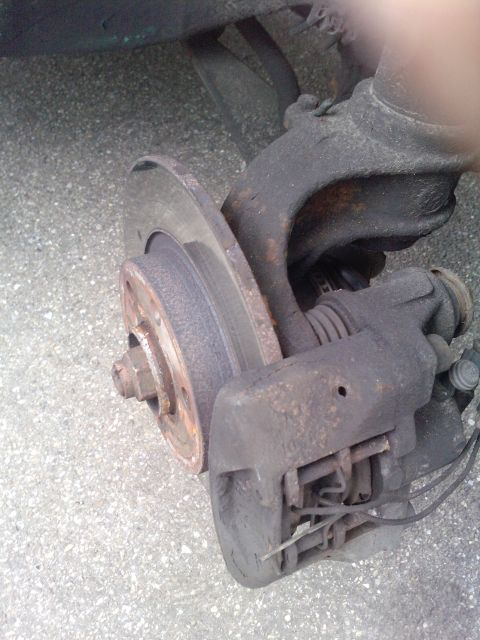
Schwimmsattel mit Faltenbalg über seiner Führung an einem Peugeot 106

Beim Schwimmsattel oder auch Faustsattel ist hinter einem der beiden Reibbeläge kein Kolben. Bei Radbremsen befindet sich der Kolben wegen des geringen zur Verfügung stehenden Bauraums meist innen, auf der von der Radscheibe abgewandten Seite. Der Schwimmsattel ist in axialer Richtung der Bremsscheibe verschiebbar (schwimmend) in einer Linearführung gelagert. Wird die Hydraulik mit Druck beaufschlagt, wirkt dieser in alle Richtungen, auf den Schwimmsattel wie auf den Kolben. Die Führung des Schwimmsattels muss diesem Druck richtungsgebunden nachgeben, sodass der Schwimmsattel sich in ihr verschieben kann, um Druck an den zweiten Bremsbelag weiterzugeben. Um die Bremsscheibe wieder freizugeben, muss sich der Schwimmsattel in Gegenrichtung verschieben. Im Zuge und Maße des Verschleißes der Bremsbeläge und Bremsscheibe verschiebt sich der Schwimmsattel immer weiter.

## Pendelsattel
Der Pendelsattel (Kippsattel) weist in der Regel nur einen Kolben auf. Der Bremssattel ist um eine Achse, die senkrecht auf der Drehachse der Bremsscheibe steht, drehbar gelagert. Im Laufe der Abnutzung führt der Bremssattel eine Dreh- oder Kippbewegung aus. Neue Bremsbeläge weisen einen keilförmigen Querschnitt auf, der sich während der Abnutzung einem rechteckigen Querschnitt annähert. Diese Bauart hat sich wegen der ungleichmäßigen Belagsabnutzung und der damit verbundenen ungleichmäßigen Bremswirkung über die Verschleißdauer hinweg nicht durchgesetzt.

## Wirkungsweise
Bei jeder hydraulischen Betätigung von Bremsen kann durch das Anordnen mehrerer hydraulischer Kolben nebeneinander die Druckverteilung auf der Kontaktfläche von Belag und Scheibe verbessert werden.
Die Seite des Bremsbelags, an der die sich drehende Bremsscheibe zuerst in Kontakt mit dem Bremsbelag kommt, wird auflaufende Seite genannt, die andere Seite die ablaufende Seite. Die Bremswirkung an der auflaufenden Seite ist prinzipiell stärker, da der Bremsbelag durch die Scheibendrehung eine Neigung zum Verkeilen zeigt. Wird ein Bremsbelag mit mehreren hydraulischen Kolben beaufschlagt, so kann, um einen gleichmäßigen Verschleiß zu gewährleisten, auf der auflaufenden Seite ein kleinerer Kolben vorgesehen werden, der eine geringere Kraft ausübt.
Der Bremssattel ist grundsätzlich mit einer gegenüber dem Rad feststehenden Drehmomentstütze verbunden.
Bei einigen Fahrzeugmodellen von Rolls-Royce waren zwei Bremssättel an einer Bremsscheibe angeordnet.